# Morbello
Morbello är en ort och kommun i provinsen Alessandria i regionen Piemonte i Italien. Kommunen hade 422 invånare (2018).